# سلافوليوب سرنيتش
سلافوليوب سرنيتش (بالبرتغالية: Slavoljub Srnić‏) هو لاعب كرة قدم صربي في مركز الجناح، ولد في 12 يناير 1992 في نادي الظفرة الإماراتي.

## وصلات خارجية
- سلافوليوب سرنيتش على موقع الاتحاد الأوربي (الإنجليزية)
- سلافوليوب سرنيتش على موقع قاعدة بيانات كرة القدم.إي يو (الإنجليزية)
- سلافوليوب سرنيتش على موقع Soccerbase.com (لاعب) (الإنجليزية)
- سلافوليوب سرنيتش على موقع Soccerway.com (الإنجليزية)
- سلافوليوب سرنيتش على موقع عالم كرة القدم.نت (الإنجليزية)
- سلافوليوب سرنيتش على موقع AS.com (الإسبانية)